# Marcel Roșca
Marcel Roșca, né le 18 octobre 1943 à Bucarest, est un tireur sportif roumain.

## Palmarès

### Jeux olympiques d'été
- Jeux olympiques d'été de 1968 de Mexico
  -  Médaille d'argent en pistolet feu rapide à 25 m[1]